# Adélaïde Tablon
Adélaïde Tablon, née le 31 décembre 1838 à Roura (Guyane) où elle est morte le 5 mars 1902, est une ancienne esclave affranchie devenue paysanne et un symbole de la résistance des populations rurales contre le pouvoir colonial en 1890,.

## Histoire
Adélaïde est née en esclavage en 1838 dans l'habitation « La Gabrielle » située à Roura, dans la colonie française de Guyane. À l'âge de 10 ans, elle est affranchie lors de abolition décrétée par la Deuxième République. Elle apparaît désormais sous le nom de Tablon sur le registre des nouveaux libres du quartier de Cayenne.
En 1879, après avoir créé un conseil général élu au suffrage universel, le gouvernement de la Troisième République divise le territoire de Guyane en communes. Toutefois, face aux oppositions du pouvoir colonial dans les territoires ruraux encore structurés autour des anciennes habitations esclavagistes, les conseils municipaux sont tous supprimés en 1890, à l'exception de Cayenne.
Lorsque les nouveaux administrateurs nommés sont envoyés pour remplacer les conseils municipaux élus, la révolte éclate, les citoyens des territoires ruraux se considérant dépossédés de leurs acquis civiques. Adélaïde Tablon, alors âgée de 52 ans et mère de trois enfants dont un était conseiller municipal, quitte l'habitation « Malvina » dans laquelle elle travaille comme agricultrice, et participe aux manifestations. D’après l’histoire orale, transmise localement, Adélaïde Tablon aurait marché nue et enchaînée jusqu’à la prison, et refusé les habits que la femme du gouverneur lui aurait proposés pour se couvrir le corps. Elle est arrêtée pour s’être opposée aux gendarmes venus rétablir l’ordre. Jugée à Cayenne, elle est condamnée et emprisonnée.
À la suite de la révolte, les communes sont rétablies en 1892, et en 1900 une loi accorde l'amnistie à tous les condamnés de 1890. Adelaïde Tablon meurt deux ans plus tard, à l'âge de 63 ans.

## Hommage
Le 10 juin 2009, le rond-point Vidal (du nom d'un riche planteur et administrateur colonial) de la commune de Remire-Montjoly, et sur lequel est érigé le monument des Marrons de la Liberté, est renommé en l'honneur d'Adélaïde Tablon,,.
En 2022, l’autrice guyanaise Françoise James-Ousénie publie une pièce de théâtre intitulée « Adé La majorine de l’Oyack ». Cette fiction romancée s'inspire de la vie de la révolutionnaire guyanaise et des archives de son procès.